# کی مای
«کی مای» (لهستانی: Chi Mai؛ ترجمه فارسی: هر آنکه) قطعهٔ موسیقی بدون کلام از ساخته‌های انیو موریکونه است. این اثر به‌عنوان موسیقی متن فیلم‌های «مادالنا» (۱۹۷۱)، «حرفه‌ای» (۱۹۸۱) و مجموعهٔ تلویزیونی «زندگی و دوران دیوید لوید جرج» (۱۹۸۱) استفاده شده‌است. این مورد آخر باعث شد «کی مای» در سال ۱۹۸۱، تا ردهٔ دوم جدول پرفروش‌ترین تک‌آهنگ‌های بریتانیا صعود کند. «کی مای» در دههٔ ۱۹۸۰ میلادی و به‌واسطهٔ استفاده شدن در آگهی‌های تبلیغاتی شرکت فرانسوی Royal Canin محبوبیت ویژه‌ای در کشور فرانسه پیدا کرد.